# Maxwell M. Rabb
Maxwell Milton Rabb (Boston, 28 settembre 1910 – New York, 9 giugno 2002) è stato un avvocato e funzionario statunitense, ambasciatore degli Stati Uniti in Italia dal 1981 al 1989.

## Biografia

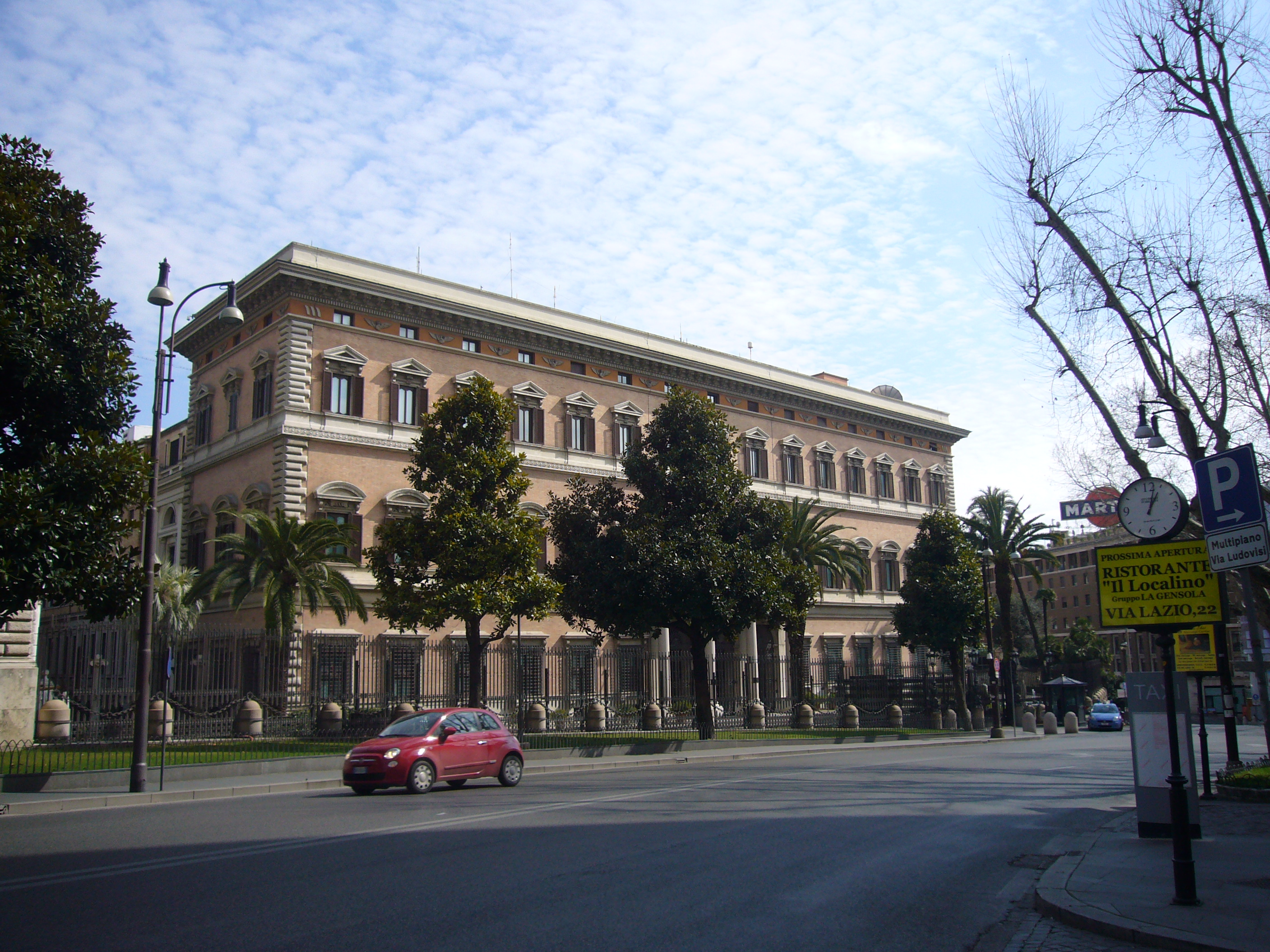
Roma, Palazzo Margherita, sede dell'ambasciata statunitense in Italia

Dopo gli studi giuridici presso l'Università di Harvard, esercitò per un breve periodo la professione forense a Boston. Nel 1937 divenne assistente del senatore Henry Cabot Lodge e poi, nel 1944, del senatore Sinclair Weeks, entrambi rappresentanti del Massachusetts. Nello stesso anno, nel corso della seconda guerra mondiale, si arruolò nella Marina statunitense, dove rimase con il grado di tenente di vascello sino al 1946.
Di orientamento politico repubblicano, ebbe i suoi primi incarichi pubblici di rilievo con l'amministrazione del presidente Eisenhower in qualità di capo gabinetto dal 1954 al 1959. Successivamente, e fino al 1981, fu avvocato in uno studio legale di New York.
Rabb, che si era impegnato efficacemente nello Stato di New York a favore di Ronald Reagan nelle primarie del Partito Repubblicano e nelle successive elezioni presidenziali,
nel 1981 fu poi nominato dal nuovo presidente ambasciatore in Italia. Presentò le sue credenziali il 1º luglio 1981, succedendo a Richard N. Gardner. 
Nell'ottobre 1985, il dirottamento dell'Achille Lauro da parte di terroristi palestinesi e la successiva crisi di Sigonella provocò un grave deterioramento nei rapporti italo-statunitensi. Il dissidio fra il primo governo presieduto da Bettino Craxi e l'amministrazione statunitense sul modo di gestire la crisi, provocò l'inoltro di una nota di protesta dell'Italia all'ambasciatore Rabb.
Rabb rimase in carica per otto anni fino al 3 giugno 1989 quando, con l'elezione del nuovo presidente George H. W. Bush, fu sostituito da Peter F. Secchia.
Tornato negli Stati Uniti, Rabb riprese l'attività legale. Fu membro dei Consigli di amministrazione di varie società, istituti finanziari e organizzazioni di assistenza fra cui la Data Systems & Software (società informatica), la Sterling Bancorp (servizi bancari e finanziari), la Lighthouse Guild (riabilitazione e assistenza legale per i non vedenti).
Morì a novantuno anni a New York per i postumi di una caduta avvenuta mentre si recava nel suo studio legale.